# Фитри
Фитри е един от трите департамента, разположен в регион Бата, Чад. Департаментът се поделя на под-префектурите: Ам Джамена, Яо. Негов административен център е град Яо.

## Население
През 2009 г. департамента има население от 110 403 (53 995 мъже и 56 408 жени) според преброяването. Според други източници през 2012 г. населението на департамент Фитри е 116 157 души.